# Бакелит
Бакелит, или полиоксибензилметиленгликоланхидрид, е първата пластмаса, направена от синтетични компоненти.
Представлява термореактивна фенолформалдехидна смола, образувана от реакция на кондензация на фенол с формалдехид. Бакелитът е разработен от белгийско-американският химик Лео Бакеланд в Йонкърс, щата Ню Йорк през 1907 г.
Бакелитът е патентован на 7 декември 1909 г. Създаването на синтетична пластмаса е революционно заради нейната електрическа непроводимост и топлоустойчивост в електрически изолатори, радио- и телефонни обвивки и разнообразни продукти като кухненски съдове, бижута, тръбни стени, детски играчки и огнестрелни оръжия. „Ретро“ видът на стари бакелитни продукти ги прави колекционерски.
Бакелитът е обявен за „национална историческа химична забележителност“ на 9 ноември 1993 г. от Американското химично общество като признание за значимостта му като първата в света синтетична пластмаса.

## Свойства
Бакелитът има редица важни свойства. Той може да бъде формован много бързо, намалявайки времето за производство. Формите са гладки, запазват формата си и са устойчиви на топлина, драскотини и разрушителни разтворители. Също така е ценен за ниската си проводимост на електричество. Той не е еластичен.
Продуктите на фенолната смола могат леко да набъбнат при условия на изключителна влажност или постоянна влага. Когато се търка или изгаря, бакелитът има специфичен, остър, неприятно-сладникав или рибен мирис.

## Приложение
Тези характеристики правят бакелита особено подходящ за моделиране, лепило или свързващо вещество, лак и като защитно покритие. Подходящ е за нововъзникващите електрически и автомобилни индустрии поради изключително високата си устойчивост на електричество, топлина и химическо действие.
Най-ранната търговска употреба на бакелит в електротехническата промишленост е оформянето на малки изолационни втулки, направени през 1908 г. за Weston Electrical Instrument Corporation от Ричърд У. Сийбъри от Boonton Rubber Company. Бакелитът скоро започва да се използва за непроводящи части на телефони, радиа и други електрически уреди, включително основи и контакти за електрически крушки и електронни лампи, опори за всякакъв вид електрически компоненти, капачки за дистрибутори на автомобили и други изолатори. До 1912 г. е използван за направата на билярдни топки, тъй като еластичността и звукът, който се чува, наподобяват слоновата кост.
По време на Първата световна война бакелитът се използва широко, особено в електрическите системи. Важни проекти включват Liberty Motor, безжичния телефон и радиотелефона, както и използването на микарта-бакелитни пропелери в бомбардировача Martin NBS-1 и самолета DH-4B.
Наличността, лекотата и скоростта на формоване на бакелита помагат да се намалят разходите и да се увеличат продуктите, така че телефоните и радиостанциите стават разпространени битови потребителски стоки. Той е също от значение за развиващата се автомобилна индустрия. Скоро след това може да се открие в редица други потребителски продукти, вариращи от тръбни дръжки и бутони до мундщук на саксофона, камери, ранни картечници и корпуси на уреди.
В началото на 1920-те години става популярен материал за бижута. Дизайнерката Коко Шанел включва бакелитни гривни в колекциите си за бижута. Дизайнери като Елза Скиапарели го използват за бижута, а също и за специално конструирани копчета за облекло. По-късно Диана Вриеланд, редактор на Vogue, става ентусиазирана за бакелита. Бакелитът се използва и за представителните кутии за часовници Breitling. Дизайнерите на бижута като Хорхе Кайсео Монтес де Ока все още използват старинни материали от бакелит, за да направят дизайнерски бижута.
През 1930-те години бакелитът започва да се използва за фигурки на игри, например в шаха или чипове при покера, домино и т.н. Кухненски прибори като кутии и прибори за хранене са насърчавани поради своята устойчивост на топлина и обелване. Използван е също така и при китарите.
По време на Втората световна война бакелитът е бил използван в най-различно военно оборудване, включително пилотни очила и полеви телефони. Той е бил използван и за патриотични военни бижута. Бакелит и други неметални материали биват тествани за направата на монета от 1 цент в САЩ преди Монетният двор да се спре на поцинкована стомана.